# Eugen Plorin

Eugen Plorin

Eugen Plorin (* 8. Oktober 1901 in Königsberg; † 19. November 1943 in Rom) war ein deutscher Politiker (NSDAP) und SA-Führer.

## Leben und Wirken
Plorin besuchte die Volksschule und das Königliche Hufengymnasium in seiner Heimatstadt. Anschließend erlernte er praktisch und kaufmännisch den Beruf eines Automobilkaufmanns. Am Ersten Weltkrieg nahm Plorin als Freiwilliger im Feldartillerieregiment 16 teil. Nach Kriegsende war er in seinem Beruf tätig.
Zum 1. Dezember 1930 trat Plorin in die NSDAP ein (Mitgliedsnummer 395.687). In der Sturmabteilung (SA) stieg Plorin im November 1935 bis zum Brigadeführer auf. Von Juli 1934 bis Ende November 1935 war er Stabsführer der SA-Gruppe Westmark in Koblenz. Zuvor war er auch Oberführer und Führer der SA-Brigade 3 (Altpreußen) und Standartenführer und Adjutant der Gruppe Ostland. Von Anfang Dezember 1936 bis Ende April 1939 führte er die SA-Brigade 43 Thüringen-Nord in Rudolstadt und gehörte danach dem Stab der SA-Gruppe Berlin-Brandenburg an.
Bei der Reichstagswahl vom Juli 1932 wurde Plorin als Kandidat der NSDAP für den Wahlkreis 1 (Ostpreußen) in den Reichstag gewählt, dem er fortan ohne Unterbrechung bis zu seinem Tod 1943 angehörte. Vom März 1936 bis zum April 1938 vertrat Plorin den Wahlkreis 21 (Koblenz-Trier) und vom April 1938 bis 1943 den Wahlkreis 12 (Thüringen). Das wichtigste parlamentarische Ereignis, an dem Plorin während seiner Abgeordnetenzeit teilnahm, war die Verabschiedung des Ermächtigungsgesetzes im März 1933, das die Grundlage für die Errichtung der nationalsozialistischen Diktatur bildete, und das unter anderem auch mit Plorins Stimme beschlossen wurde.
Plorin nahm ab 1939 am Zweiten Weltkrieg teil, zuletzt als Oberleutnant der Reserve und Kommandant einer Panzerjäger-Kompanie. Nach schwerer Verletzung am Volturno starb er im November 1943 in Rom.